# Falcotoya minuscula
Falcotoya minuscula är en insektsart som först beskrevs av Géza Horváth 1897.  Falcotoya minuscula ingår i släktet Falcotoya och familjen sporrstritar. Inga underarter finns listade i Catalogue of Life.